# Route européenne 010
Ne doit pas être confondu avec la route européenne 10, située en Scandinavie.
Pour les articles homonymes, voir E010.
La route européenne 010 (E010) est une route reliant Och à Bichkek.